# Anwälte & Detektive – Sie kämpfen für Dich!
Anwälte & Detektive – Sie kämpfen für Dich! ist eine deutsche Scripted-Reality-Fernsehsendung, die 2015 auf RTL Television ausgestrahlt wurde.

## Konzept
In der Sendung passieren meist dramatisch inszenierte Vorfälle, welche als ungerecht dargestellt werden und von dem fiktiven Anwalt Willi Vorbeck und seinen Kollegen untersucht und aufgedeckt werden sollen. Dabei kommt es meist zum Einsatz von Polizei-, Rettungs- oder Feuerwehreinsätzen. Es wird versucht, den betroffenen Personen aus ihrer misslichen Situation zu helfen, welche die Lage oft als aussichtslos empfinden. Die Geschehnisse sind dabei frei erfunden.

## Produktion und Ausstrahlung
Die Sendung ist ein Spin-off der ebenfalls auf RTL ausgestrahlten Fernsehsendung Verdachtsfälle. Dort wurde sie anfangs getestet und später als eigenständige Sendung adaptiert. Die erste Folge wurde am 13. April 2015 ausgestrahlt.
| Folgen-Nr. | Titel                                                                 | Erstausstrahlung   |
| 1          | Gerechtigkeit verbindet: Abgezockt                                    | 13. April 2015     |
| 2          | Verlassen im Kinderparadies                                           | 14. April 2015     |
| 3          | Abgeschoben                                                           | 15. April 2015     |
| 4          | Schwiegermonster                                                      | 16. April 2015     |
| 5          | Trautes Heim                                                          | 17. April 2015     |
| 6          | Zwischen den Fronten                                                  | 20. April 2015     |
| 7          | Home Sweet Home                                                       | 21. April 2015     |
| 8          | Wahnsinn                                                              | 22. April 2015     |
| 9          | Hausfrauenträume                                                      | 23. April 2015     |
| 10         | Filmriss                                                              | 24. April 2015     |
| 11         | Zurück ins Leben                                                      | 28. September 2015 |
| 12         | Zerrissen                                                             | 29. September 2015 |
| 13         | Gekündigt                                                             | 30. September 2015 |
| 14         | Flaschenkrieg                                                         | 1. Oktober 2015    |
| 15         | Zu dumm für Erziehung                                                 | 2. Oktober 2015    |
| 16         | Die Mädchengang                                                       | 5. Oktober 2015    |
| 17         | Schmarotzer Großeltern                                                | 6. Oktober 2015    |
| 18         | Junge Mutter ist in Ehehölle gefangen                                 | 7. Oktober 2015    |
| 19         | Der Dreck der anderen                                                 | 8. Oktober 2015    |
| 20         | Der misshandelte Vater                                                | 9. Oktober 2015    |
| 21         | Vater will dicker Mutter den übergewichtigen Sohn wegnehmen           | 12. Oktober 2015   |
| 22         | Internetbetrüger bringt unschuldige Mutter in Haft                    | 13. Oktober 2015   |
| 23         | Machtgieriger Beamter zerstört eine Familie                           | 14. Oktober 2015   |
| 24         | Baby verschwindet von der Säuglingsstation                            | 15. Oktober 2015   |
| 25         | Vergnügungssüchtige Mutter schickt Kinder klauen                      | 16. Oktober 2015   |
| 26         | 19-jähriger Vorarbeiter belästigt ältere Angestellte                  | 9. November 2015   |
| 27         | Vergnügungssüchtige Mutter schickt Kinder klauen                      | 10. November 2015  |
| 28         | 19-jähriger Vorarbeiter belästigt ältere Angestellte                  | 11. November 2015  |
| 29         | Berechnende 18-Jährige nimmt Mama-Sohn aus                            | 12. November 2015  |
| 30         | Skrupellose Mutter nimmt Ex-Mann aus                                  | 13. November 2015  |
| 31         | Bösartige Mutter will Tochter das Kind wegnehmen                      | 16. November 2015  |
| 32         | 21-jährigem Mädchen wird Fahrerflucht vorgeworfen                     | 17. November 2015  |
| 33         | Pflegefamilie nimmt junger Mutter ihr Kind weg                        | 18. November 2015  |
| 34         | Frau wird heimlich in eigener Wohnung gefilmt                         | 19. November 2015  |
| 35         | Gieriger Gutachter macht mit Kindern Kasse                            | 20. November 2015  |
| 36         | Friseurin betrügt ihre Angestellten                                   | 23. November 2015  |
| 37         | Mit dem Rücke zur Wand                                                | 24. November 2015  |
| 38         | Rentner-Nachbar terrorisiert Imbiss-Frau                              | 25. November 2015  |
| 39         | Brutaler Schwiegersohn zerstört Familie                               | 26. November 2015  |
| 40         | Helikopter-Mutter macht ihrem Kind das Leben zur Hölle                | 27. November 2015  |
| 41         | Aufsichtslos – Der böseste Scheidungskrieg Deutschlands               | keine Ausstrahlung |
| 42         | Teenietochter nutzt Mutter aus                                        | 8. Dezember 2015   |
| 43         | Krankenpfleger wird von liebeshungriger Patientin belästigt           | 10. Dezember 2015  |
| 44         | Messie ruiniert seine Schwester                                       | 10. Dezember 2015  |
| 45         | 17-Jährige erfährt Gewalt in der Partnerschaft                        |                    |
| 46         | Intrigante Frau zerstört Existenz ihrer besten Freundin               |                    |
| 47         | Gieriger Chef nutzt Angestellte aus                                   |                    |
| 48         | Tyrann-Opa schikaniert Alleinerziehende                               |                    |
| 49         | Frau lebt von Pflegegeld ihrer Schwester                              |                    |
| 50         | Geldgeiler Vermieter will junge Familie auf die Straße setzen         |                    |
| 51         | Sohn bringt Mutter als Bürgin in Existenznot                          |                    |
| 52         | 22-Jährige nimmt Rentner aus                                          |                    |
| 53         | Frischgebackener Ehemann verscherbelt alles                           |                    |
| 54         | Spielsüchtige Ehefrau zerstört ihre Familie                           |                    |
| 55         | Übergriffige Oma will Sorgerecht für ihr Enkelkind                    |                    |
| 56         | Junge Frau wird von geldgieriger neuer Freundin des Vaters ruiniert   |                    |
| 57         | Mutter kämpft um ihren größenwahnsinnigen Sohn                        |                    |
| 58         | Beste Freundin kämpft gegen Horrorvater                               |                    |
| 59         | Junge Mutter wird von ihrem Ex-Freund bedroht                         |                    |
| 60         | Faule Escortlady nimmt Jungs aus                                      |                    |
| 61         | Frau will Ex-Mann die Kinder entfremden                               |                    |
| 62         | Ehemann verlässt Frau mit Gedächtnisverlust                           |                    |
| 63         | Frau ist abhängig von untreuem Ehemann                                |                    |
| 64         | Tyrannische Oma will nicht ausziehen                                  |                    |
| 65         | Mann gibt sich als Rollstuhlfahrer aus                                |                    |
| 66         | Multi-Jobberin wird von Mann arbeiten geschickt                       |                    |
| 67         | Großfamilie bricht auseinander                                        |                    |
| 68         | Frau will ausländischen Freund der Tochter loswerden                  |                    |
| 69         | Scheinheilige Nachbarin nutzt Nachbarschaft aus                       |                    |
| 70         | 50 Jähriger hat den 2. Frühling                                       |                    |
| 71         | Junger Mann weigert sich, die Wohnung seiner Ex-Freundin zu verlassen |                    |
| 72         | Gestalkt von der Schwiegermutter                                      |                    |
| 73         | Mann wird von Chefin gemobbt                                          |                    |
| 74         | Aggressive Schwestern tyrannisieren M...                              |                    |
| 75         | Partywütige Ex-Frau übt böse Rache                                    |                    |
| 76         | Schmarotzer-Sohn kehr...                                              |                    |
| 77         | Mann flieht vor seiner sexsüchtigen Frau                              |                    |
| 78         | Klau-Oma bestiehlt alle                                               |                    |
| 79         | Teenie-Papa mit 15                                                    |                    |
| 80         | Verlassener Ehemann übt böse Rache                                    |                    |
| 81         | Tabulose Patentante spannt bester Freundin Ehemann und Sohn aus       |                    |
| 82         | Mädchen leidet unter geizig-gieriger Mutter                           |                    |
| 83         | Schwiegertochter treibt Mama-Sohn mit Sexgier in den Wahnsinn         |                    |
| 84         | Frustrierter Dauer Single ist eifersüchtig auf dicke Teenie Tochter   |                    |
| 85         | Dauerstillende Übermutter enthält 15-Jähriger ihren Vater vor         |                    |
| 86         | Ungleiche Schwestern treiben Mutter mit Liebesleben in den Wahnsinn   |                    |
| 87         | Lehrerin stalkt ihren Schüler weil sie sich verliebt hat              |                    |
| 88         | Verlassene Mutter kämpft um ihre Tochter                              |                    |
| 89         | Familienvater steht auf großbusige Freundin seiner Tochter            |                    |
| 90         | Konkurrierendes Mutter-Tochter-Gespann kämpft um neuen Mann           |                    |
| 91         | Tochter ist eifersüchtig auf großbusige Freundin des Vaters           |                    |
| 92         | 20-jährige Azubine wird vom Chef sexuell ausgebeutet                  |                    |